# Abeomelomys sevia
Abeomelomys sevia es una especie de roedor de la familia Muridae. Es la única especie del género  Abeomelomys, aunque se ha colocado en Pogonomelomys en el pasado.

## Distribución geográfica
Se encuentra sólo en Papúa Nueva Guinea. 